# كريستين بلات
كريستين بلات (بالإنجليزية: Christine Platt)‏ هي مخططة حضرية ومهندسة المناظر الطبيعية جنوب أفريقية، ولدت في 1953.